# Burton Snowboards
Burton Snowboards Inc. è un'azienda leader nell'ambito dello snowboard. È specializzata in qualsiasi prodotto riguardante lo snowboard: tavole, abbigliamento tecnico, attacchi e accessori. Oltre al marchio principale, Burton incorpora altre aziende. Essendo un'azienda privata, non pubblica dati finanziari.
Burton viene spesso citata come la Nike dello snowboard, per l'influenza che il suo marchio ha in questo sport. Ciononostante, bisogna sottolineare che Burton continua a essere un'azienda indipendente gestita da uno snowboarder. Il team Burton è uno dei più numerosi e ospita personalità, tra le quali spiccano Shaun White, Jeremy Jones, Terje Haakonsen, Mason Aguirre e Ross Powers.

## Storia
- Nel 1977 viene fondata l'azienda a Londonderry nel Vermont
- Nel 1981 avviene lo spostamento a Manchester, sempre nel Vermont
- Nel 1984 comincia la produzione di abbigliamento
- Nel 1985 apre la filiale europea ad Innsbruck, Austria
- Nel 1992 Burton si sposta a Burlington, sempre nel Vermont; l'azienda conta 104 dipendenti
- Nel 1994 apre la divisione giapponese a Urawa-shi

## Riconoscimenti
- European Snow Awards: premio miglior innovazione tecnologica dell'anno, ricevuto allo European Snow Forum 2007 di Chamonix

## Marchi Burton
- Anon Optics, maschere da snowboard e occhiali
- R.E.D. Protection, caschi e protezioni per il corpo
- Analog Outerwear, abbigliamento
- Gravis Footwear, scarpe

Nel 2005 Four Star Distribution vende a Burton quattro dei suoi marchi, tra cui Forum Snowboarding, Jeenyus Snowboards, Foursquare Outerwear e Special Blend Outerwear (SB). Burton possiede inoltre Channel Island Surf Co.

## Il team
Burton snowboards possiede un numeroso team. Gli snowboardisti che ne fanno parte sono:
- Shaun White
- Terje Haakonsen
- John Jackson
- Mikey Rencz
- Hannah Teter
- Kelly Clark
- Kevin Pearce
- Jussi Oksanen
- Jeremy Jones
- Frederik Kalbermatten
- Keegan Valaika
- Danny Davis
- Mikkel Bang
- Marko Grilc
- Peetu Piiroinen
- Mark Sollors
- Kimmy Fasani
- Gabi Viteri
- Mark McMorris
- Ethan Deiss
- Enni Rukajarvi
- Charles Reid
- Alex Andrews
- Jack Mitrani
- Linn Haugh
- Chris Sorman
- Christian Haller
- Seppe Smits
- Stephan Maurer
- Werni Stock
- Zak Hale
- Sina Candrian
- Michele Camilletti